# Albin Amelin
Hans Albin Agaton Amelin, född den 25 januari 1902 i Chicago, död den 8 februari 1975 i Barrevik på Orust, var en svensk målare.

## Biografi
Amelin började 1915 arbeta som typografelev och studerade vid Tekniska skolan i Stockholm 1919–1921  samt på egen hand i Paris. Han debuterade 1929 och var en av grundarna av Färg och Form 1932. Han var en politiskt medveten målare och hans motiv är många gånger socialt betonade, ofta med kroppsarbetare, som till exempel i Fanor över bron (1936). Även landskap tillhör dock motivkretsen, liksom blomsterstilleben i expressionistisk stil. Amelin anslöt sig 1929 till Sveriges kommunistiska parti.
Amelin målade kraftigt med mustiga färger, grova konturer och tjockt med färg och är känd för sitt  temperament. Han är representerad på Nationalmuseum, Moderna Museet, Göteborgs konstmuseum, Norrköpings konstmuseum, Bohusläns museum, Kalmar Konstmuseum, Örebro läns museum,  Örebro läns landsting, Malmö museum, Konstmuseet i Skövde och Cassels donation i Grängesberg.
I samband med Internationella arbetsorganisationens 50-årsjubileum 1969 gav svenska Postverket ut ett frimärke med motivet Arbetarhuvud av Amelin. Han är gravsatt på Bromma kyrkogård.

## Offentliga verk i urval
- En arbetsdag i Götaverken, fresk, Göteborgs kommunala mellanskola, 1950 [17]
- Friställd, fresk, 1944, i Burgårdens utbildningscentrum i Göteborg
- Fresk, Lärarhögskolan i Stockholm, Konradsberg